# Stieler von Rosenegg

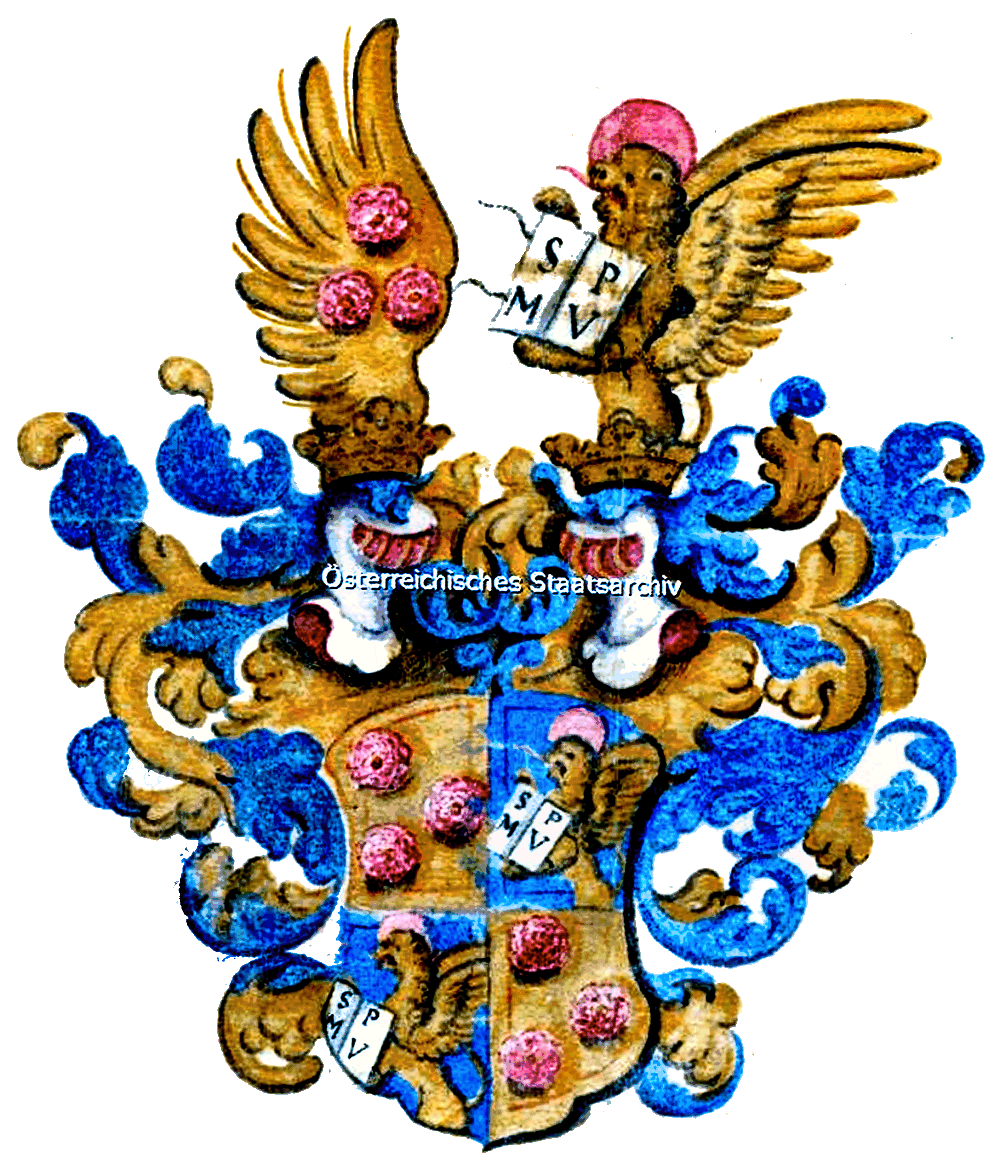
Wappen der Stieler von Rosenegg (1670)

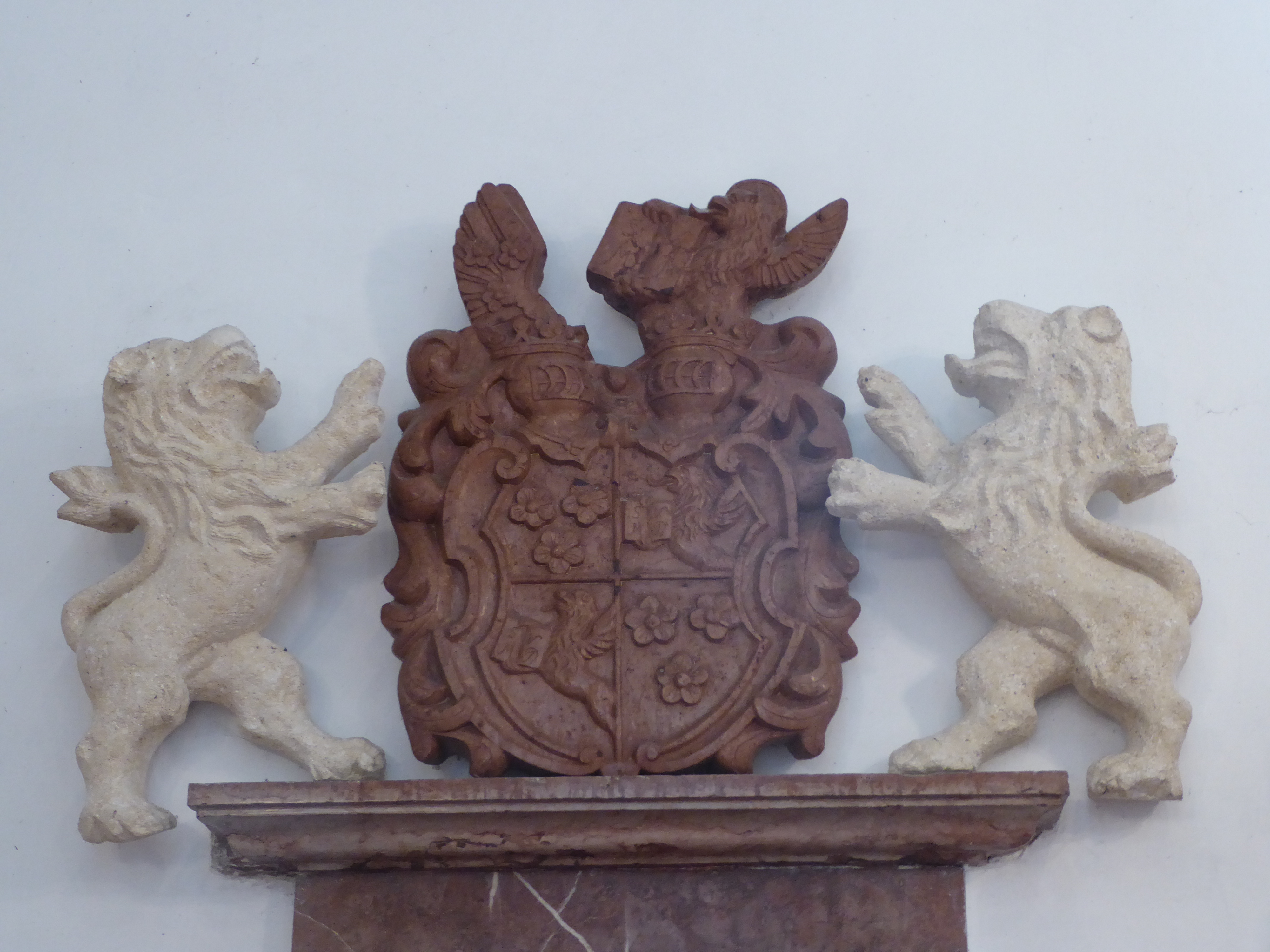
Wappen auf dem Grabmal von Joseph Albrecht Sigmund Stieller von Rosenegg (1730) im rechten Seitenschiff der Pfarrkirche Mariä Himmelfahrt, Hollenburg, Krems an der Donau, Niederösterreich

Die Stieler von Rosenegg (auch Stiller von Roseneck) waren ein im 19. Jahrhundert im Namensstamm erloschenes Briefadelsgeschlecht. Die Familie war ursprünglich in Bayern beheimatet, erscheint später aber auch in Österreich. 

## Geschichte
Das spätere Adelsgeschlecht lässt sich auf Caspar Stieler (ca. 1618–1688) zurückführen. Der Jurist und Doktor beider Rechte (J.U.C.) wird zunächst als Regimentsadvokat und Oberrichter in Landshut genannt, ehe er in die Dienste des Bischofs von Freising trat. Dort stieg er innerhalb weniger Jahre zum fürstl. Freisingischen Rat, Kanzler, Rentmeister und Lehensprobst des Bischofs auf, gleichzeitig war er auch Pfleger zu Massenhausen. 1661 ernannte ihn Kaiser Leopold I. zum Comes Palatinus (kaiserlicher Hofpfalzgraf), neun Jahre später, am 7. Dezember 1670 wurde er von demselben zu Wien unter dem Namen „Stieler von Rosenegg“ in den erblichen, rittermäßigen Adelsstand erhoben. Caspar Stieler von Rosenegg wurde nach seinem Tod am 30. August 1688 in der Franziskanerkirche in Freising beerdigt. Seine Ehefrau Margaretha, eine geborene Rainer, war vier Jahre zuvor ebenfalls dort begraben worden. Eine Tochter Caspar Stielers, Maria Regina (* 1639), war seit 1660 mit dem Kanzler des Hochstifts Regensburg und Reichstagsgesandten Johann Georg Fels von Neuhaus vermählt. Neben Maria Regina sind sechs weitere in der Landshuter Kirche St. Martin Kinder getauften Kinder des Ehepaar Stielers bekannt: Georg Kaspar (* 1636), Johann Ferdinand (* 1637), Maria Franziska (* 1638), Maximilian (* 1641), Felix Dominikus (* 1643) und Maria Susanna (* 1645). Georg Kaspar Stieler von Rosenegg wurde 1670 als Hof- und Kammerrat des fürstlichen Hochstifts Regensburg angestellt. Ob es noch weitere, an einem anderen Ort geborene Kinde gegeben haben könnte, ist bisher unbekannt. Von 1698 bis 1835 war die Familie im Besitz des damaligen Freisinger Lehens Wagram an der Traisen, das in dieser Zeit vom Freihof zu einer schlossähnlichen Anlage ausgebaut wurde. In der Pfarrkirche Mariä Himmelfahrt in Hollenburg bei Krems an der Donau in Niederösterreich befindet sich im rechten Seitenschiff das Grabmal des „Hochedelgebornen Herrn“ Joseph Albrecht Sigmund Stieler von Rosenegg (ca. 1670–1730). Dieser, vermutlich ein Enkel des Dr. Caspar Stieler, war zunächst Truchsess des Fürstbischofs von Köln, dann hochfürstlich Freisingischer und Regensburgischer Hof- und Kammerrat sowie Hauptmann der Herrschaft Hollenburg. Wohl derselbe war auch kaiserlicher Rat sowie Vizebürgermeister zu Krems und Stein und niederösterreichischer Landmann. Von Joseph Albrecht Sigmund sind neben mehreren Töchtern auch drei männliche Nachkommen bekannt: Peter Mathias, Profess in Seißenstein, Johann Dismas, dessen weiterer Lebensweg unbekannt ist, sowie Franz Josef Maximilian Oswald Stieler von Rosenegg, Herr auf Wagram und Radelberg. Dieser hatte ebenfalls drei Söhne: Franz Nikolaus, Franz Joseph und Albert Carl.

## Wappen
Blasonierung des Wappens von 1670: Geviert. Felder 1 und 4 in Gold drei rote Rosen, Felder 2 und 3 in Blau ein goldener wachsender geflügelter Löwe mit rotem Nimbus in den Pranken ein Buch haltend, das rechts die Buchstaben S und M, links die Buchstaben P und V zeigt. Zwei bekrönte Helme mit blau-goldenen Decken: I. ein goldener Flügel belegt mit drei (1:2) roten Rosen. II. der wachsende Löwe.